# Bürgerschule

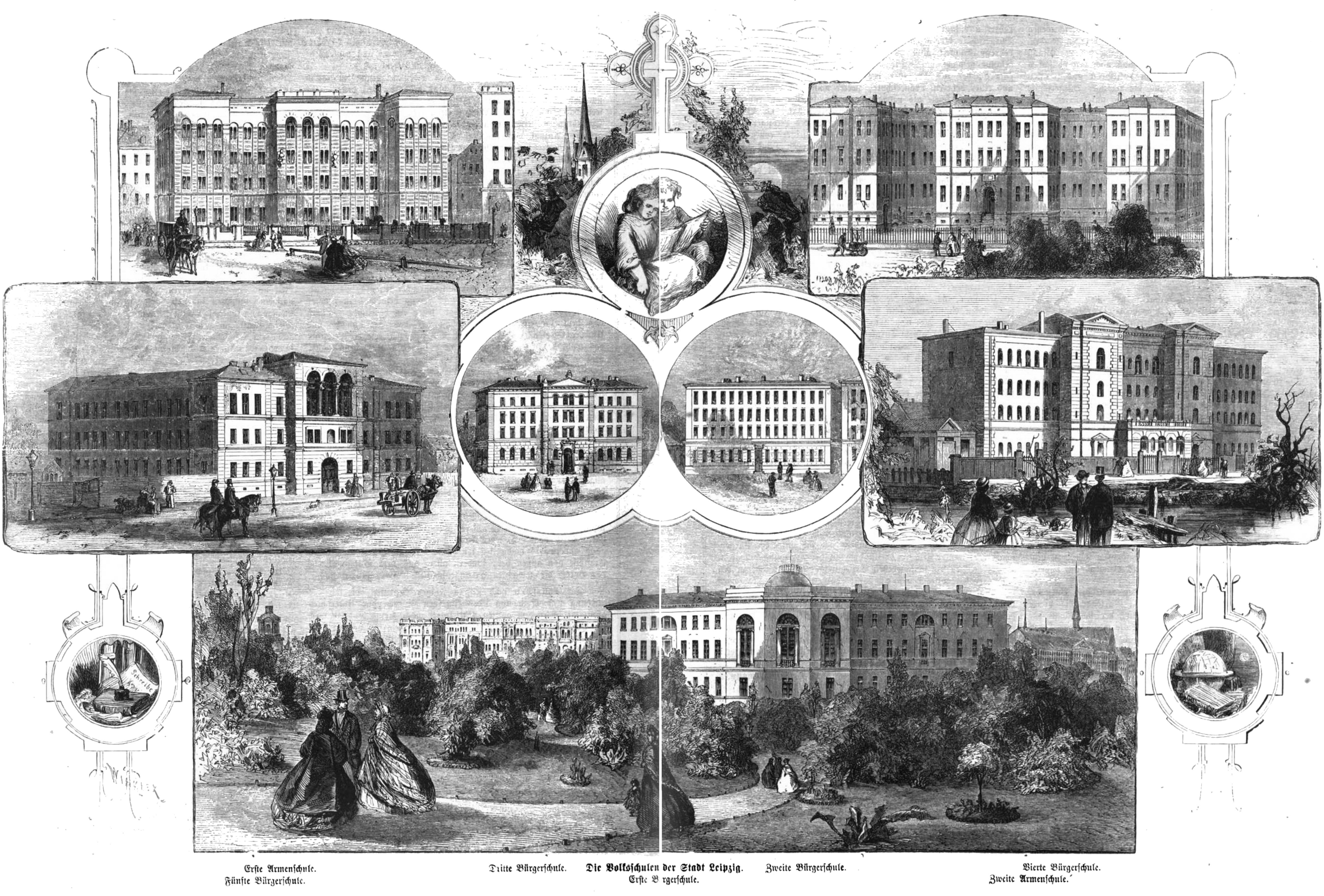
1. bis 5. Bürgerschule in Leipzig (1864).

Eine Bürgerschule war eine städtische Schule, die ihre Schüler nicht auf ein Universitätsstudium vorbereitete, sondern auf praktische Berufe im kaufmännischen und handwerklichen Bereich. Synonyme waren Stadtschule und Volksschule. Im 18. Jahrhundert trat daneben die Realschule auf.

## Geschichte

### Preußen
In Preußen wurde im 19. Jahrhundert im mittleren Schulabschluss differenziert: 1832 setzte die „Instruktion über die zur Entlaßprüfung berechtigten Schulen“ fest, dass das Einjährigen-Patent nur nach einer Prüfung zugestanden werden konnte, die sich an der Tertia des Gymnasiums orientierte. Diese höheren Bürgerschulen wurden damit von den einfachen Mittelschulen abgegrenzt und quasi zu Gymnasien (mit Latein, ohne Griechisch) ohne Oberstufe, oft waren sie auch organisatorisch mit Gymnasien verbunden. Eine Statistik von 1837 erfasste in Preußen 316 Mittelschulen (41.000 Jungen) und 90 höhere Bürger- und Realschulen (12.000 Jungen).
Die Unterrichtsordnung von 1859 unterteilte noch genauer in Realschulen 1. Ordnung, Realschulen 2. Ordnung, höhere Bürgerschulen und Bürgerschulen (Mittelschulen). In ersteren mit neunjährigem Unterricht war Latein obligatorisch, bei den letzteren fakultativ oder gar nicht angeboten. Bei den höheren Bürgerschulen mit siebenjährigem Unterricht fehlte oft die Abschlussklasse, d. h., sie boten nur die Klassen VI bis II an. Aus ihnen erwuchs die Oberrealschule, während die Realschulen 1. Ordnung zum Realgymnasium wurden.

### Österreich
Die Bürgerschule war eine Form des altösterreichischen Bildungssystems. Diese „Hochschule des kleinen Mannes“ entstand in Altösterreich mit dem nichtamtlich so genannten Reichsvolksschulgesetz vom 14. Mai 1869 unter maßgeblichem Einfluss von Unterrichtsminister Leopold Hasner von Artha. Ihre Aufgabe war es, eine „über das Lehrziel der allgemeinen Volksschule hinausreichende Bildung, namentlich mit Rücksicht auf die Bedürfnisse der Gewerbetreibenden und Landwirte zu gewähren.“ Der Unterricht erfolgte durch Fachlehrer für drei bis vier Fächergruppen.
Das unter liberalem Einfluss entstandene Reichsvolksschulgesetz machte in der westlichen Reichshälfte der Donaumonarchie die Volksschule zu einer überkonfessionellen, öffentlichen Gemeindeeinrichtung und nahm der Kirche die Schulaufsicht. Die Volksschule sollte acht Jahre lang besucht werden. Als Alternative war nach fünf Jahren ein Überwechseln auf die dreijährige Bürgerschule vorgesehen. Der Unterricht sollte in der jeweiligen Landessprache erfolgen; war diese nicht Deutsch, so sollte auch Gelegenheit zum Erlernen der deutschen Sprache geboten werden.
Die Bürgerschule war eine Pflichtschulvariante mit höherem Bildungsangebot und sollte einen mittleren Bildungsweg darstellen. Sie entstand faktisch nur in größeren Orten und Städten. Mädchen konnten diese Bildungseinrichtung besuchen, der Lehrplan sah für sie, wie in der Volksschule, die Fächer Handarbeiten und Haushaltskunde vor.
Im Jahr 1883 wurde in Änderung des Reichsvolksschulgesetzes beschlossen, dass an den allgemeinen Volksschulen (vor allem auf dem Land) den Kindern nach sechs Schuljahren auf Antrag Erleichterungen in Bezug auf das Maß des regelmäßigen Schulbesuches zugestanden werden konnten: Schulbesuch nur in einem Teil des Schuljahres, nur an bestimmten Wochentagen oder nur halbtägig. Die Schulpflicht bis zur Vollendung des 14. Lebensjahres blieb aber grundsätzlich erhalten. De facto wurde damit die Pflichtschuldauer auf Druck von Arbeitgebern, z. B. in den böhmischen Ländern, oft auf sechs Jahre reduziert.
Als nach dem Ersten Weltkrieg die Tschechoslowakische Republik entstand, führte sie den vierjährigen Besuch der Bürgerschule für ihre Schulpflichtigen wieder ein.
Die Bürgerschule wurde in Österreich im Zuge einer Bildungs- und Schulreform durch das Bundesgesetz vom 2. August 1927 zu einer Hauptschule mit zwei Klassenzügen umgestaltet.

### Sonstiges
Höhere Bürgerschulen entstanden auch andernorts. Ein Beispiel ist die im Jahr 1823 in Wuppertal-Barmen gegründete Höhere Stadtschule Barmen oder die im Jahr 1835 in Hannover gegründete Tellkampfschule. Das Dresdener Adressbuch weist für 1914 sechzehn Bürgerschulen aus.